# Guy Ier de Ponthieu
Pour les articles homonymes, voir Guy Ier.
Guy Ier de Ponthieu († 1100) fut comte de Ponthieu de 1053 à 1100. Il était fils d'Hugues II, comte de Ponthieu, et de Berthe, dame d'Aumale.

## Biographie

### Le rebelle
Il succéda à son frère, tué le 25 octobre 1053 à Saint-Aubin-sur-Scie, alors qu'il prêtait main-forte à son beau-frère Guillaume d'Arques révolté contre Guillaume, duc de Normandie. Guy continua la lutte pour venger son frère, et participa à une expédition du roi Henri Ier de France contre le duc de Normandie, mais l'armée fut vaincue à Mortemer et Guy capturé, puis retenu en prison à Bayeux pendant deux ans. Il ne fut libéré qu'en échange de l'abandon de ses droits sur Aumale et d'un serment de loyauté.
En 1056, on le voit signer à titre de témoin une charte du comte Baudouin V de Flandre. Parmi les témoins figure également le futur Harold II. En 1059, il est présent à Reims pour assister au sacre du roi Philippe Ier de France. Bien qu'obligé de reconnaître la suzeraineté du duché de Normandie, Guy fréquentait peu la cour de Normandie, et les relations entre la Normandie et le Ponthieu étaient entachés de tensions.

### Le duc Harold prisonnier de Guy de Ponthieu
En 1064, le duc Harold Godwinson, se rend en Normandie afin de confirmer au duc Guillaume de Normandie qu'il est l'héritier au trône d'Angleterre. Lors du voyage, de fortes bourrasques de vent rendent les bateaux incontrôlables et un vent violent jette les vaisseaux sur les terres du Comte Guy de Ponthieu. À peine débarqué, des soldats s'emparent de Harold et de son équipage.
Le comte Guy de Ponthieu comprend immédiatement qu'il s'agit de personnages importants, susceptibles de lui verser une rançon en échange de leur liberté, et les naufragés sont emmenés à Beaurainville (désigné sous le nom de latin de Belrem sur la Tapisserie de Bayeux). Un espion prévient immédiatement le duc Guillaume des derniers évènements. N'appréciant pas la situation, le duc envoie une mission composée de deux hommes afin d'ordonner au comte Guy de Ponthieu de relâcher le duc Harold.
À la vue de cet équipage, le comte Guy de Ponthieu comprend vite que tout refus équivaudrait à un casus belli et accepte de remettre Harold à Guillaume. Une rencontre est organisée non loin de Beaurain entre le comte Guy de Ponthieu et le duc de Normandie pour la libération d'Harold. Le comte Guy de Ponthieu, en tête de ses troupes, immédiatement suivi d'Harold, confie son prisonnier à Guillaume, lui aussi en tête de son escouade.
Deux ans plus tard, Guillaume se lance dans la conquête de l'Angleterre. Sa flotte part du port de Saint-Valery-sur-Somme, qui appartient au comte de Ponthieu, Guillaume livre la bataille d'Hastings et tue Harold durant l'affrontement. Hugues, un frère de Guy, participa à cette expédition.

### Politique matrimoniale
En 1075, Guy fonde le prieuré Saint-Pierre-et-Saint-Paul d'Abbeville. Le 24 mai 1098, il y adoube chevalier Louis le Gros.
À la fin de sa vie, Guillaume le Conquérant décide de resserrer la domination de la Normandie sur le Ponthieu et organise le mariage d'Agnès, fille et héritière de Guy, avec un de ses fidèles Robert II de Bellême, qui succèda à Guy.

## Mariages et enfants
Guy épousa en premières noces une Ada, morte un 5 mars avant 1066, puis une Adila, qui donna naissance à :
- Anne ;
- Enguerrand, mort avant 1080 ;
- Agnès († 1110), comtesse de Ponthieu, mariée vers 1088 à Robert II de Bellême, vicomte d'Hiémois, seigneur de Bellême et comte de Shrewsbury ;
- Ida, abbesse de l'abbaye Sainte-Austreberge de Montreuil-sur-Mer ;
- Mathilde.

## Sources
- (en) Cet article est partiellement ou en totalité issu de l’article de Wikipédia en anglais intitulé « Guy I, Count of Ponthieu » (voir la liste des auteurs).
- Pierre Bauduin, La Première Normandie (Xe – XIe siècles), Caen, Presses Universitaires de Caen, 2004, 474 p. [détail des éditions] (ISBN 2-84133-145-8).
- Foundation for Medieval Genealogy : Comtes de Ponthieu.
- Sur l'origine des comtes de Ponthieu et la diffusion du prénom Enguerrand.